# Joachim Meyer
Joachim Meyer (Basilea, 1537 – Strasburgo, 24 febbraio 1571) è stato un maestro di scherma svizzero.
Fu autore, sull'argomento, di un celebre trattato noto come Gründtliche Beschreibung der kunst des Fechten.